# Archiearis brunnea
Archiearis brunnea är en fjärilsart som beskrevs av Adolf G. Closs 1923. Archiearis brunnea ingår i släktet Archiearis och familjen mätare. Inga underarter finns listade i Catalogue of Life.